# Schloss Grumbach

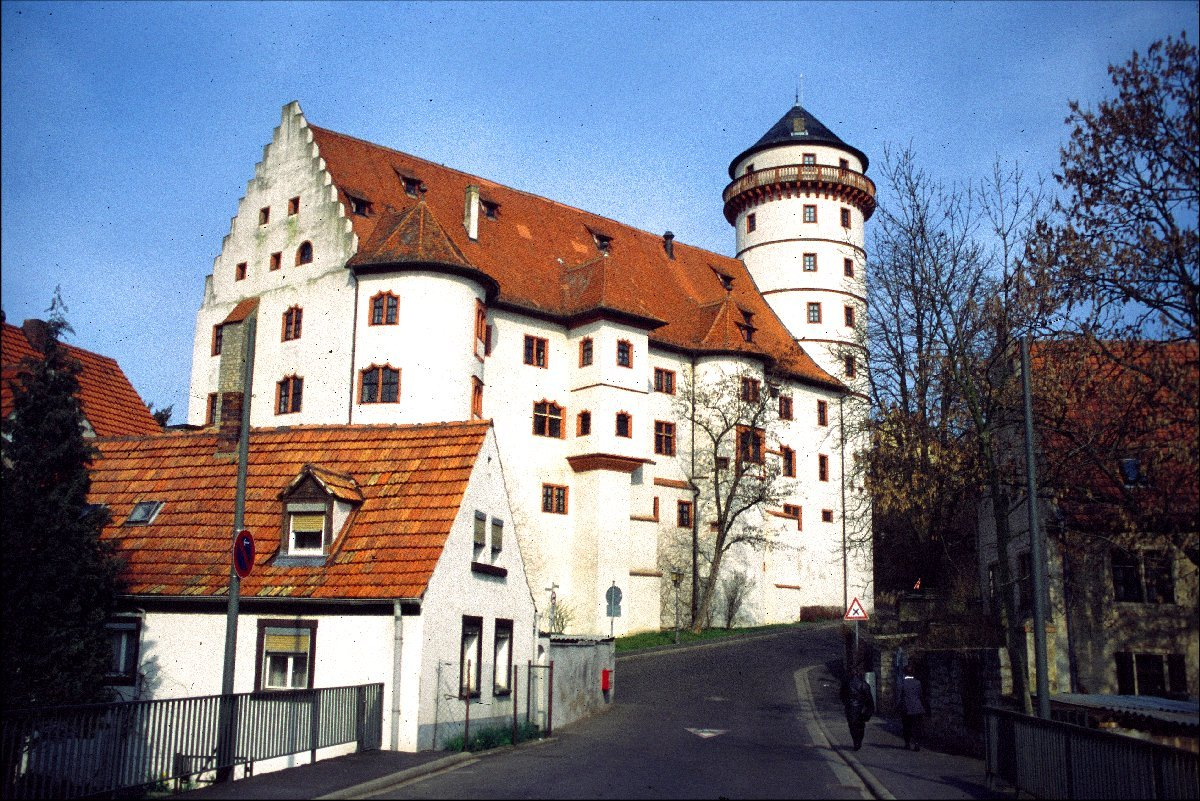
Schloss Grumbach vom Mühlwiesenweg (Süden) aus gesehen

Schloss Grumbach befindet sich in Rimpar im unterfränkischen Landkreis Würzburg und stellt die größte Sehenswürdigkeit des Ortes dar. Es wurde im 14. Jahrhundert von einer Linie des fränkischen Uradelsgeschlecht Wolfskeel, das sich in dieser Linie zunächst „Wolfskeel von Grumbach“, später nur noch „von Grumbach“ nannte, erbaut. Bekannte Vertreter Rimparer Linie der (Wolfskeel) von Grumbach waren Fürstbischof Johann III. von Grumbach und Wilhelm von Grumbach.
1593 wurden Schloss Grumbach und das Dorf Rimpar durch den Würzburger Fürstbischof Julius Echter von Mespelbrunn erworben und diente ab da bis in das 18. Jahrhundert als Sommerresidenz der Würzburger Fürstbischöfe. Das Schloss befindet sich seit 1980 im Besitz der Gemeinde Rimpar, die es vom Staat Bayern gekauft hat.
Zwischen 1996 und 2010 entstanden die vom Freundeskreis Schloss Grumbach e.V. betriebenen Schlossmuseen: Archäologisches Museum, Bäckereimuseum, Trachtenmuseum, Mauer- und Zimmerermuseum und Kriminalmuseum.

## Geschichte
Ursprünglich gehörte Rimpar zu den Besitzungen der edelfreien Herren von Grumbach, welche erstmals im 11. Jahrhundert urkundlich erwähnt wurden und ihren Stammsitz in Burggrumbach, welches einen Ortsteil von Unterpleichfeld darstellt, hatten und dort vom 11. bis zum 12. Jahrhundert das Schloss Burggrumbach bauten. Die Familie starb jedoch im Mannesstamm 1243 mit Albert II. aus. Dessen Tochter war mit einem Grafen von Rieneck verheiratet, welcher dann die gesamten Besitztümer der Familie erhielt.

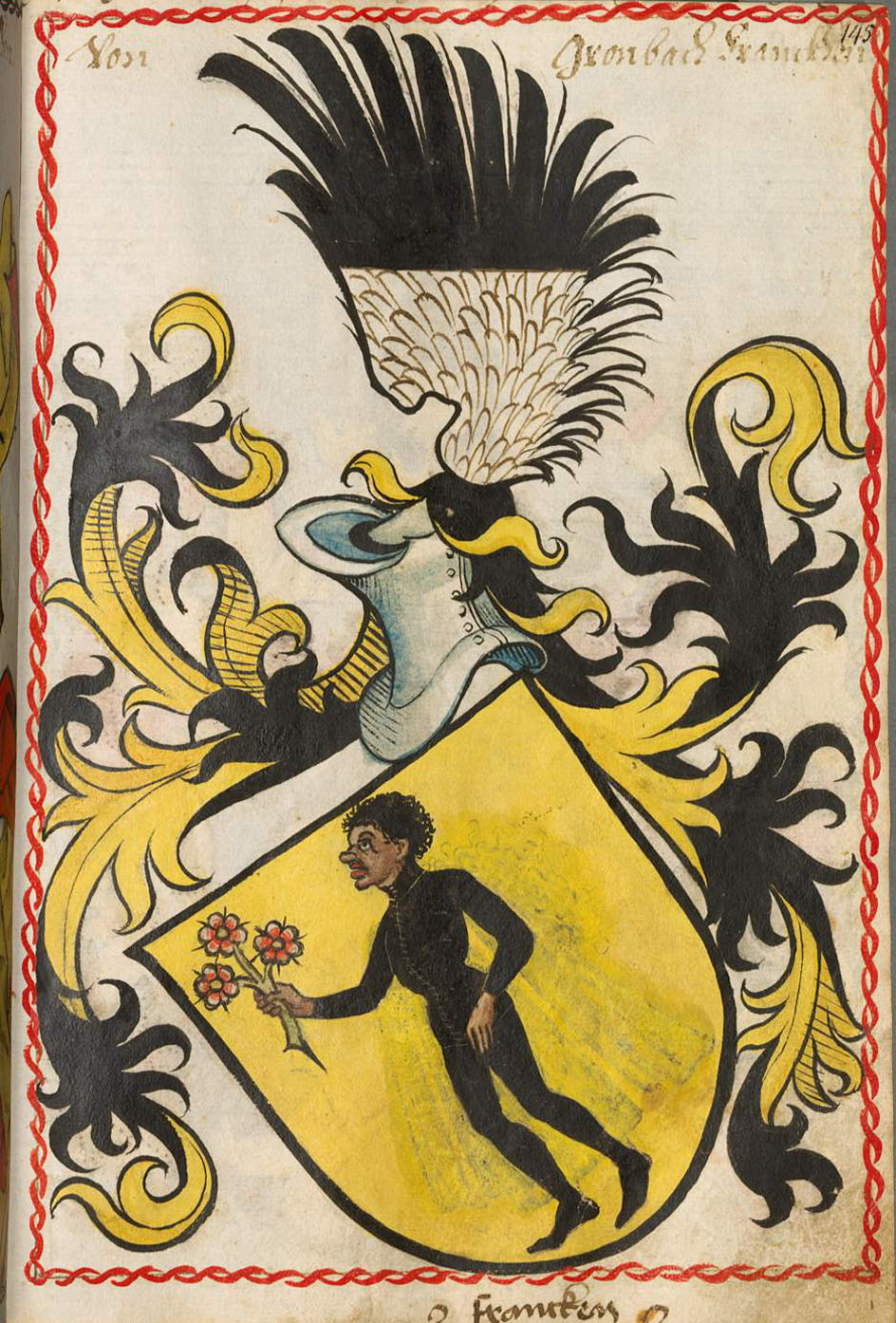
Wappen derer von Grumbach vor 1492

Graf Ludwig von Rieneck verkaufte 1328 zwei Drittel seiner Burg in Burggrumbach sowie seine gesamten Besitztümer in Burggrumbach, Rimpar, Kürnach und Bergtheim. Käufer war ein Ritter Eberhard aus dem fränkischen Uradelsgeschlecht derer von Wolfskeel, welcher sich aber später nach seinem Besitz Wolfskeel von Grumbach nannte, was seine Nachfahren übernahmen, die sich später in dieser Linie nur noch von Grumbach nannten. Diese Wolfskeel von Grumbach ließen dann in Rimpar das Schloss Grumbach erbauen.
Es existieren keinerlei Urkunden über den Bau einer Burg in Rimpar. Dennoch lässt sich schließen, dass sie nicht vor etwa 1370 errichtet worden sein kann, da die Wehrmauer mit Schießscharten für Schusswaffen ausgerüstet ist.
Erst im Jahr 1371 wird mit Horant von Grumbach erstmals ein im Rimpar lebender von Grumbach genannt. Das Schloss selber wird dagegen erst 1469 urkundlich erwähnt. Es geht dabei um einen Teilungsvertrag zwischen Heinz und Eberhard von Grumbach. Zu dieser Zeit wurden zwei aus der Rimparer Linie stammende Familienmitglieder bekannter: Fürstbischof Johann III. von Grumbach und Wilhelm von Grumbach. Während ersterer als wichtiges Relikt das fränkische Herzogsschwert hinterließ, diente Wilhelm von Grumbach, geboren 1503 im Schloss, unter zahlreichen Fürsten als Hofmarschall, Statthalter der markgräflichen Landschaft, Oberst der Krone und unter zahlreichen anderen Titeln. Ein unrühmliches Ende fand sein Aufstieg mit dem Beginn der Grumbachschen Händel, als der Ansbacher Markgraf durch den Kaiser geächtet und er als Friedensbrecher bezeichnet wurde, obwohl dafür keine Veranlassung bestand. Dennoch wurden auf Veranlassung des Fürstbischofs Melchior Zobel von Giebelstadt seine sämtlichen Güter konfisziert. Auch ein Versuch, sein Recht beim Kaiserlichen Rechtskammergericht einzuklagen, scheiterte. Wilhelm von Grumbach gibt an, damals in einem Jahr 17 000 Gulden verloren zu haben, was heute etwa drei Millionen Euro entspricht.
1558 wurde der Fürstbischof Melchior Zobel von Giebelstadt auf dem Weg zur Feste Marienberg von einer Gruppe Bewaffneter überfallen und von einem Knecht des Wilhelm von Grumbach erschossen. Höchstwahrscheinlich war dies nicht so, sondern eher eine Entführung geplant gewesen – wodurch Wilhelm von Grumbach seinen Besitz zurückerlangen hätte können. Sieht man von dessen Geständnis unter Folter im Jahr 1567 ab, gibt es jedoch heute keinen Beweis mehr für den Plan einer Entführung. Auf jeden Fall wollte der ehemalige Hofmarschall seine Güter um jeden Preis zurück, da er gar mit 1300 Mann die Stadt Würzburg zwischenzeitlich einnahm. Daraufhin erzwang er vom Domkapitel die Rückgabe seines Besitzes und wurde als Folge vom Kaiser mit der Reichsacht belegt. Von Grumbach musste zu dem ihm wohlgesinnten Herzog Johann Friedrich dem Mittleren nach Gotha fliehen, welcher ihn auch nach mehrmaliger Aufforderung nicht auslieferte. Die Lage spitzte sich dahingehend zu, dass 1567 ein kaiserliches Heer vor Gotha zog und die Stadt einnahm. Der Herzog wurde zu lebenslanger Haft verurteilt, von Grumbach gefoltert und anschließend umgebracht.

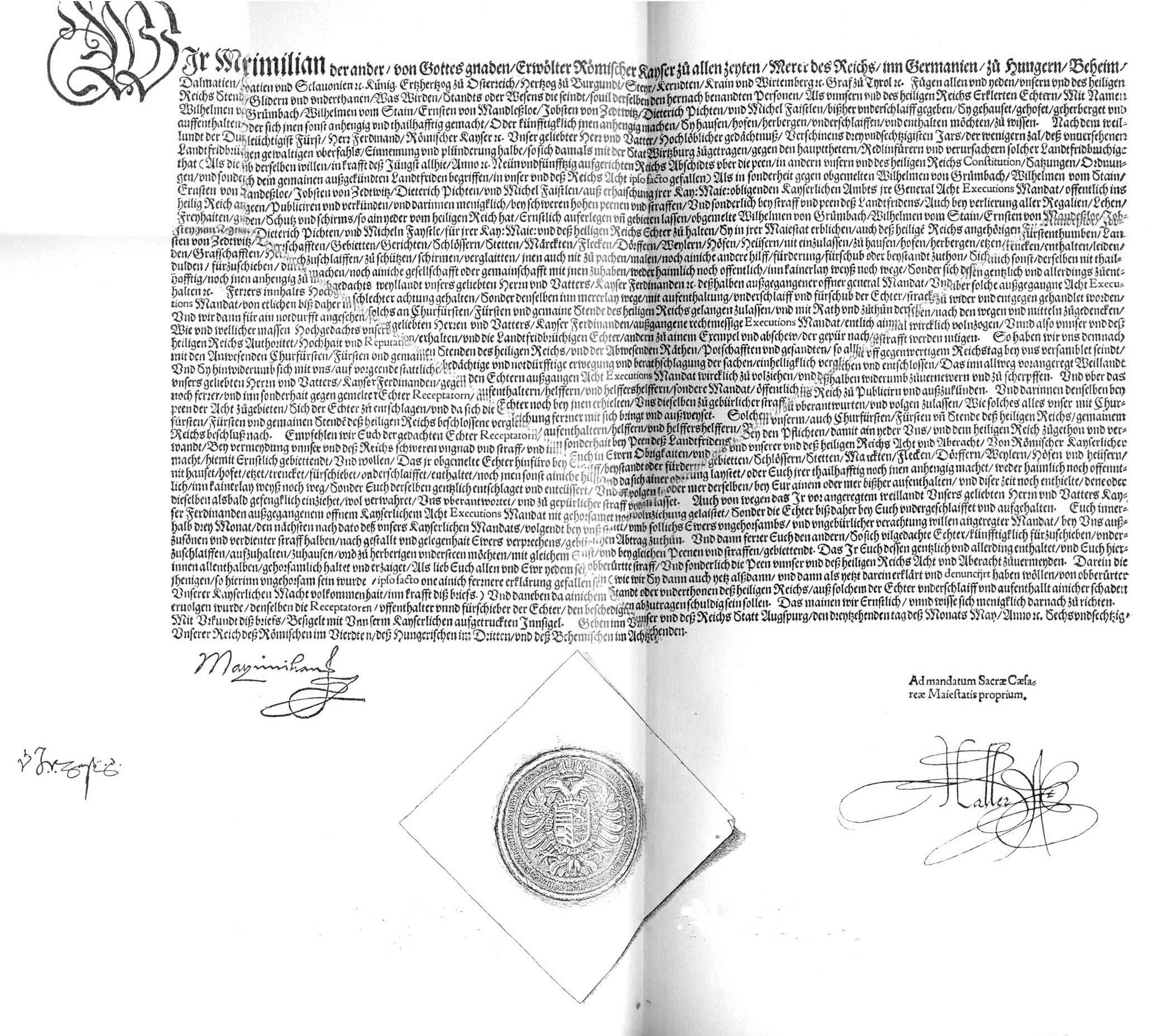
Die Reichsacht auf Wilhelm von Grumbach

Der Sohn Wilhelms namens Konrad von Grumbach zahlte 1569 die Summe von 50 000 Gulden an das Hochstift Würzburg, um den Besitz seines Vaters zurückzuerlangen. In der Folgezeit aber verschuldete er sich immer weiter durch kostenreiche Investitionen und musste schlussendlich 1593, verschuldet mit etwa 250 000 Gulden, die Burg mitsamt dem gesamten Dorf Rimpar an Würzburg verkaufen.
1593 wurden Schloss und Dorf Rimpar durch den Würzburger Fürstbischof Julius Echter von Mespelbrunn erworben. Bevor mit Konrads Sohn Wilhelm die Rimparer Linie derer von Grumbach 1603 ausstarb, wurde Schloss und Stadt Rimpar zur Sommerresidenz der Würzburger Fürstbischöfe umgewidmet. Julius Echter ließ ein Rathaus erbauen, die Kirche erneuern und unterhalb des Schlosses ein Lusthaus errichten. Im Inneren des Schlosses wurden zahlreich Räume neu eingerichtet, darunter auch der noch erhaltene, stuckierte Hauptsaal. Zum Teil waren die häufigen Besuche dabei begleitet von etwa 140 Personen des Hofstaates. Zwischen 1698 und 1739 sind 36 Aufenthalte des Bischofs nachweisbar; davon wurden 26 von einem Hofstaat bis 69 Personen und 10 von einem Hofstaat bis 160 Personen begleitet.
Im Jahr 1744 aber wurde die Burg von der Wernecker Landresidenz, soeben fertiggestellt, abgelöst und der Verfall der Gemäuer setzte ein.

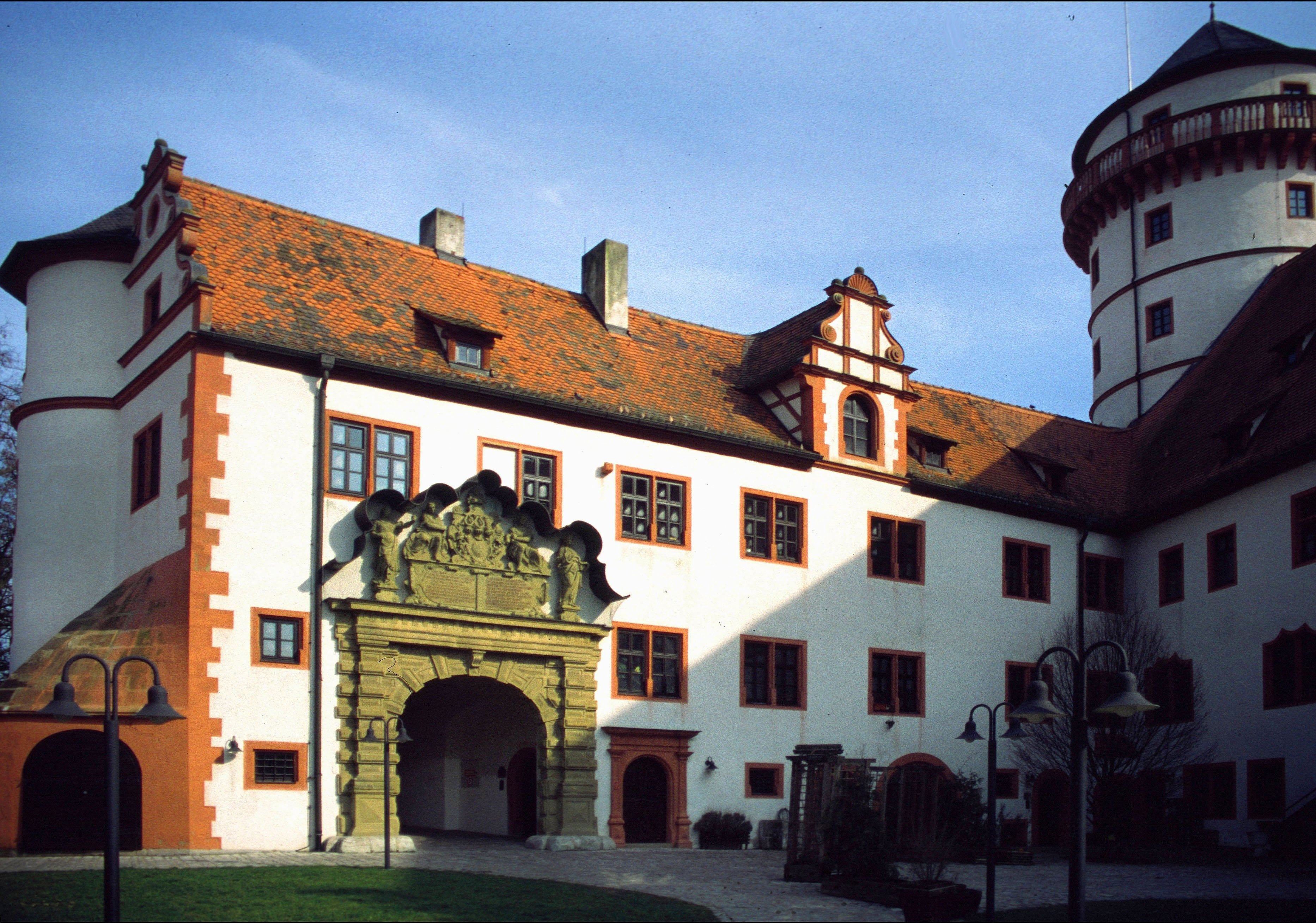
Das Schloss mit Tor

So wurde in den Jahren 1780 bis 1793 der gesamte Westflügel eingelegt – mit dem entstandenen Schutt wurden die Untergeschosse der Türme, des heutigen archäologischen Museums und der Burggraben aufgefüllt – bevor der Einmarsch französischer Truppen 1796 weitere Abrissplanungen zunächst auf Eis legte. Diesem Umstand ist es wohl zu verdanken, dass die Burg heute noch verhältnismäßig gut erhalten ist; denn statt weiteren Verfalls folgte im Jahr 1800 sogar eine Sanierung, bei der die welschen durch stumpfe Hauben ersetzt wurden und somit das heutige Aussehen annahmen. Das 1806 gegründete Königlich Bayerische Forstamt Rimpar fand seine Heimat von Beginn an im Ostflügel. Erst 1971 wurde dieser wieder frei, als das Forstamt aufgelöst wurde.
Am 21. Juli 1980 schließlich kaufte Rimpar unter Bürgermeister Anton Kütt die Burg, welche sich bis dato im Besitz des Landes Bayern befunden hatte. Der Freundeskreis Schloss Grumbach entstand noch im selben Jahr. Ab 1984 konnte das Schloss nach Umbau und Sanierung als Rathaus genutzt werden, die Einweihung war am 18. Mai 1985.
Zwischen 1996 und 2010 entstanden die Schlossmuseen (Archäologisches Museum, Bäckereimuseum, Trachtenmuseum, Mauer- und Zimmerermuseum und Kriminalmuseum), die vom Freundeskreis Schloss Grumbach e.V. betriebenen werden.

## Innenräume

### Rittersäle (Großer und Kleiner Saal)

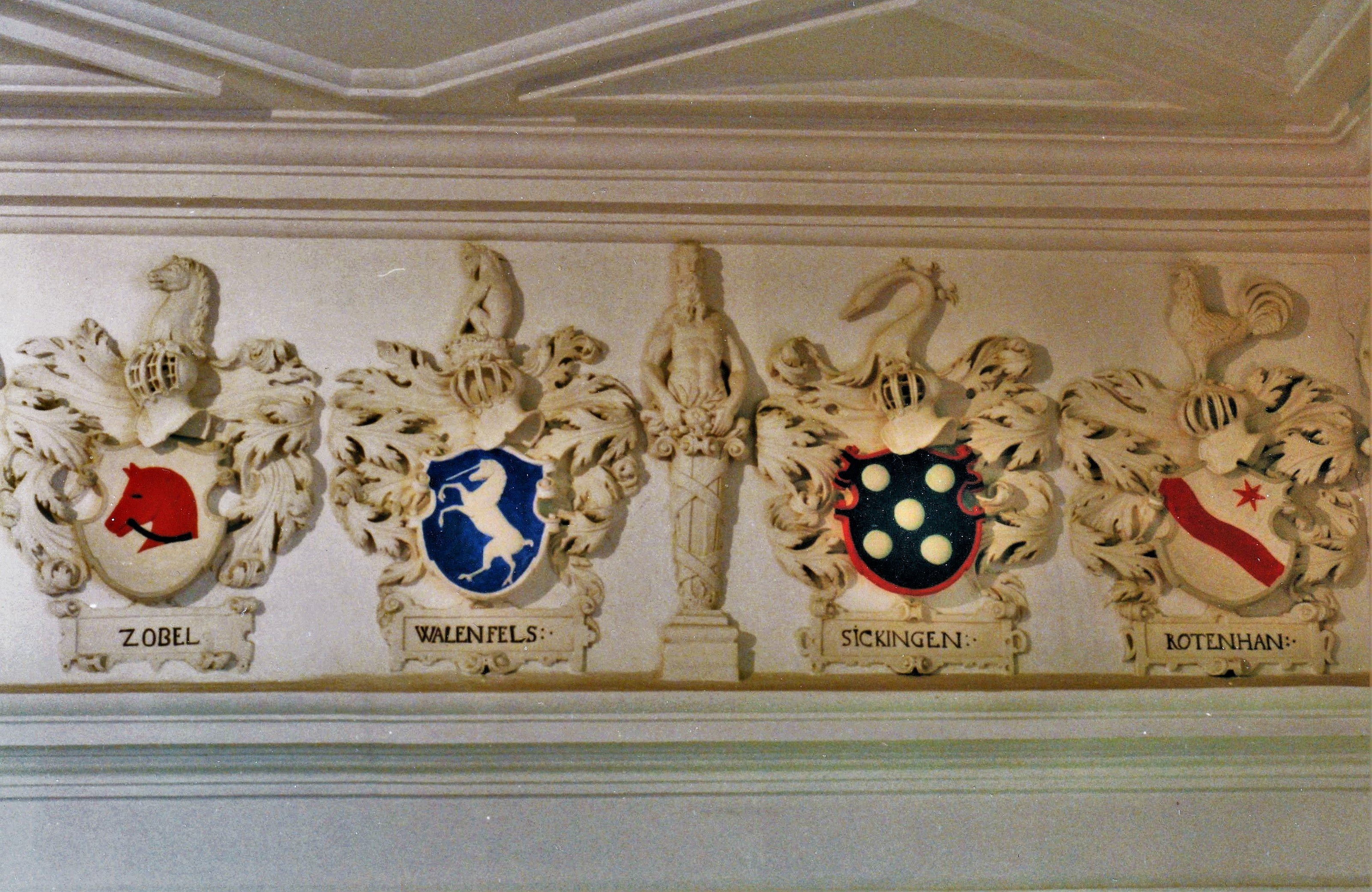
Wappenfries im großen Rittersaal

Laut Freundeskreis Schloss Grumbach zählen die Räume zu den „schönsten Renaissancesälen Deutschlands.“ Im großen Saal befindet sich ein Wappenfries, der zum Anlass der Hochzeit von Konrad von Grumbach mit Salome von Vellberg angebracht wurde. Er stellt eine Adelsprobe dar und besteht aus je 16 Wappen der Vorfahren von Braut und Bräutigam, also den Wappen ihrer Ururgroßeltern.

### Große Küche
Abgesehen von der zweiten Küche im Bereich der heutigen Gaststätte, gab es früher im Erdgeschoss des Westflügels eine weitere, größere Küche. Ihre Größe wird auf etwa 118 Quadratmeter geschätzt, wobei Nebenräume wie unter anderem Anrichte, Spülküche, Küchenstube, Ritterstube und Silberkammer nicht eingerechnet sind. Sie nahmen weitere 90 Quadratmeter ein. Im Kellergeschoss unter der Küche lag ein Weinkeller mit einem geschätzten Fassungsvermögen von 213 000 Litern. Die beachtliche Größe der Küchenräume ist vor allem darauf zurückzuführen, dass selbst Fürstbischöfe im Schloss residierten.

## Schlossmuseen

### Archäologiemuseum
Das Archäologiemuseum besteht aus sechs Räumen und einen Treppenturm, der allerdings nur teilweise erhalten ist. Dieser Teil, der 130 Quadratmeter Ausstellungsfläche beinhaltet, lag ursprünglich im Westflügel, der jedoch, wie oben erläutert, Ende des 18. Jahrhunderts bis auf wenige Räume im Untergeschoss eingelegt wurde. Mit der Schutträumung wurde erst 1980 durch den Freundeskreis begonnen.
Erst der dritte Antrag des Vereins auf einen Umbau der betroffenen Räume zum Museum wurde vom Marktgemeinderat Rimpar genehmigt, sodass 1995 damit begonnen werden konnte. Eine sorgfältige Suche während des Wegräumens von Schutt brachte über 70 Kartons mit bedeutsamen Relikten zu Tage, so etwa Keramikscherben, Stuckfragmente oder auch Messingteile. Nur ein geringer Teil wurde in unbeschädigtem Zustand vorgefunden, der größere Teil wurde vor der Ausstellung restauriert und repariert.
Das Ausstellungskonzept des Museums stammt vom 1. Vorsitzenden Edwin Hamberger. Der Eingangsbereich beherbergt Kasse und Aufstellung der voll erhaltenen Bildhauer-Werke des 17. und 18. Jahrhunderts sowie eine große Texttafel mit Informationen zu Entstehung des Museums und Geschichte des Schlosses. Die nachfolgenden Räume zeigen verschiedenste Gefäße aus Keramik und Glas, in einem anderen Raum wird die frühe Geschichte des Marktes Rimpar aufgezeigt. In diesem Raum befinden sich auch geborgene, alte Werkzeuge wie Sicheln, Bohrvorrichtungen und Spinnwirteln. Im Untergeschoss ist eine Zusammenstellung aus Ofenkacheln, Stuck und Malereien zu sehen sowie historische Lampen, Schlüssel und Münzen. Allgemein zeigt das Museum also nicht nur die Schloss-, sondern die Geschichte ganz Rimpars.

### Bäckereimuseum
Das Bäckereimuseum entstand in den Jahren 1997 bis 2003, hier wird auf 150 Quadratmetern Ausstellungsfläche ein Abriss über die Geschichte des Bäckerhandwerkes gegeben.

### Trachtenmuseum
Das Trachtenmuseum befindet sich im Greiffenklausaal, benannt nach Fürstbischof Johann Philipp von Greiffenklau. Hier werden große Teile der Fränkische-Trachten-Sammlung des Freundeskreises sowie zeitweise Fotoausstellungen zu verschiedenen historischen Themen präsentiert. Im Oktober jeden Jahres findet eine Sonderausstellung in diesen Räumlichkeiten statt.

### Maurer- und Zimmerermuseum
Das Maurer- und Zimmerermuseum entstand zwischen 2008 und 2009 nach der Idee und Planung von Edwin Hamberger. Es ist in dem sogenannten Wasserturm untergebracht. In neun Vitrinen und Schauwänden werden die Berufsbilder des Maurers und des Zimmerers vorgestellt.

### Kriminalmuseum
Im sogenannten Grumbachgefängnis, einem Turm mit drei übereinander liegenden Gefängnissen, wird im Erdgeschoss eine kleine Dauerausstellung zur Gerichtsbarkeit des Spätmittelalters präsentiert.

## Freundeskreis Schloss Grumbach
Ein Kreis von 18 Personen kam am 18. April 1980 im Haus Hamberger zusammen, um eine Interessengemeinschaft mit Bezug auf das Schloss Grumbach zu bilden. Zu diesem Zeitpunkt überlegte der Markt Rimpar sich einen Kauf der Burg, er war jedoch noch nicht vollzogen. Bei der Zusammenkunft wurden die Ziele des entstehenden Vereins festgelegt. Die vorderrangige Aufgabe sollte die Erhaltung des Gebäudes unter Mithilfe des Denkmalamtes sein. Ferner sollte das Schloss überregionale Bedeutung erlangen sowie weiter erforscht werden – unter anderem durch Schutträumung und Freilegung. Die Ziele wurden angenommen und Edwin Hamberger zum Vorsitzenden gewählt.
Ein weiteres Treffen fand am 17. Juli des gleichen Jahres statt; dabei wurde vor allem die offizielle Gründung am 16. September im Rittersaal des Schlosses besprochen und entschieden. In der Zwischenzeit war der Kauf durch die Gemeinde Rimpar erfolgt, wobei der Freundeskreis eine positive Beeinflussung durch seine Gründung für sich beansprucht.
Wie geplant wurde der Verein am 16. September am festgelegten Orte offiziell gegründet. In folgender Zeit brachte der Verein eine halbe Million Deutsche Mark an Spenden auf, erstellte die Schlossmuseen selber und konnte eine Vielzahl von Veranstaltungen durchführen.